# Wendy Padbury
Wendy Padbury (nacida el 7 de diciembre de 1947) es una actriz británica de Warwickshire, Inglaterra. Es mayormente conocida por estar envuelta en varios proyectos de Doctor Who.

## Biografía
Padbury saltó a la fama en 1966, cuando se unió al reparto de la longeva teleserie de Associated Television Crossroads, después de quedar segunda en el concurso televisivo de nuevos talentos Search For a Star. Interpretó el papel de Stephanie "Stevie" Harris, hija de acogida de la protagonista del programa, Meg Mortimer (Noele Gordon).
Fue elegida como la nueva acompañante del Segundo Doctor, Zoe Heriot, en Doctor Who en 1968. Se hizo muy amiga de sus compañeros, Frazer Hines y Patrick Troughton. Padbury cuenta con cariño muchas historias sobre las bromas pesadas que se gastaban unos a otros durante los ensayos.
Su conexión con Doctor Who después de dejar el programa (al mismo tiempo que Hines y Troughton) no acabó del todo. Apareció en Doctor Who and the Daleks in the Seven Keys to Doomsday (1974), una obra de teatro en el Adelphi Theatre de Londres basada en la serie, en la que interpretaba a una acompañante llamada Jenny, junto a Trevor Martin como el Doctor. Después hizo una aparición, otra vez con Hines y Troughton, en el especial del 20 aniversario, The Five Doctors.
Otros trabajos incluyen copresentar la segunda temporada de Score With The Scaffold. Apareció en tres temporadas del programa infantil de aventuras Freewheelers, interpretando el papel de Sue Craig. Hizo una serie de apariciones en la teleserie Emmerdale (entonces aún conocida por su título original Emmerdale Farm), coincidiendo una vez más con Frazer Hines, uno de los protagonistas de ese programa.
En 1970, Padbury apareció en la película británica de terror de culto Blood on Satan's Claw como la desafortunada Cathy Vespers. Como coincidencia, apareció junto al actor Anthony Ainley, que una década después comenzaría a interpretar a El Amo en Doctor Who, incluyendo en el episodio mencionado anteriormente, The Five Doctors.
En una entrevista con Doctor Who Magazine, Padbury explicó que ya no aparecía en convenciones de Doctor Who ni hablaba de su época en el programa, porque pensaba que ya no tenía nada nuevo que decir sobre esa época. Sin embargo, tras retirarse, volvió a aparecer en las convenciones, y fue invitada en Gallifrey One en 2009, donde habló de cómo conoció por primera vez al nuevo Doctor, Matt Smith.
Actualmente está retirada y vive en Francia, tras haber trabajado en una agencia teatral, teniendo entre sus clientes a Nicholas Courtney, Colin Baker y Mark Strickson, todos antiguos actores de Doctor Who. Fue ella quien descubrió a Matt Smith en el National Youth Theatre.
Padbury estuvo durante un tiempo casada con Melvyn Hayes, con quien tuvo dos hijas, Joanna (nacida en 1974) y la también actriz Charlotte (nacida en 1977).